# Семёнов, Михаил Иванович (архитектор)

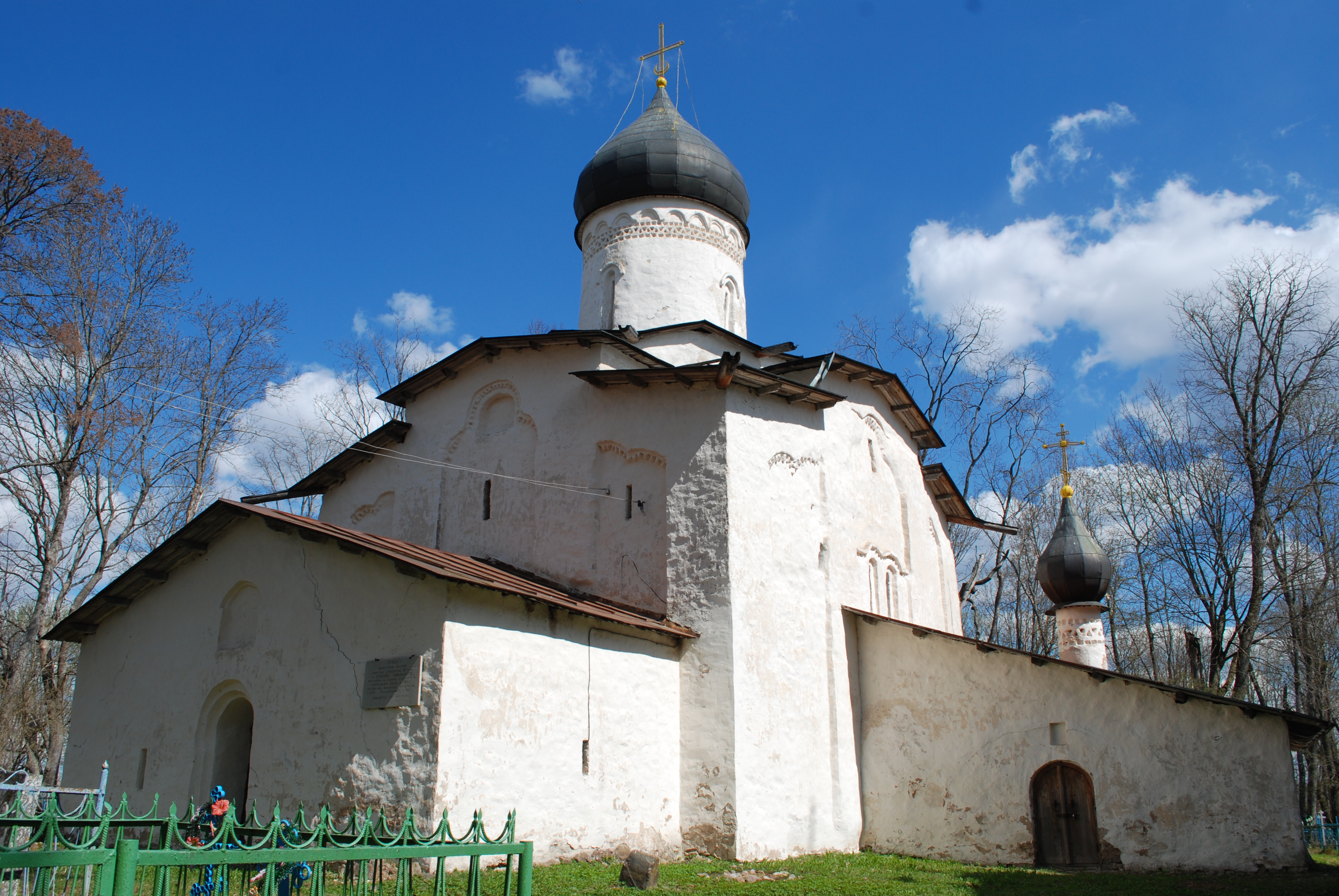
Мелётово. Церковь Успения Пресвятой Богородицы

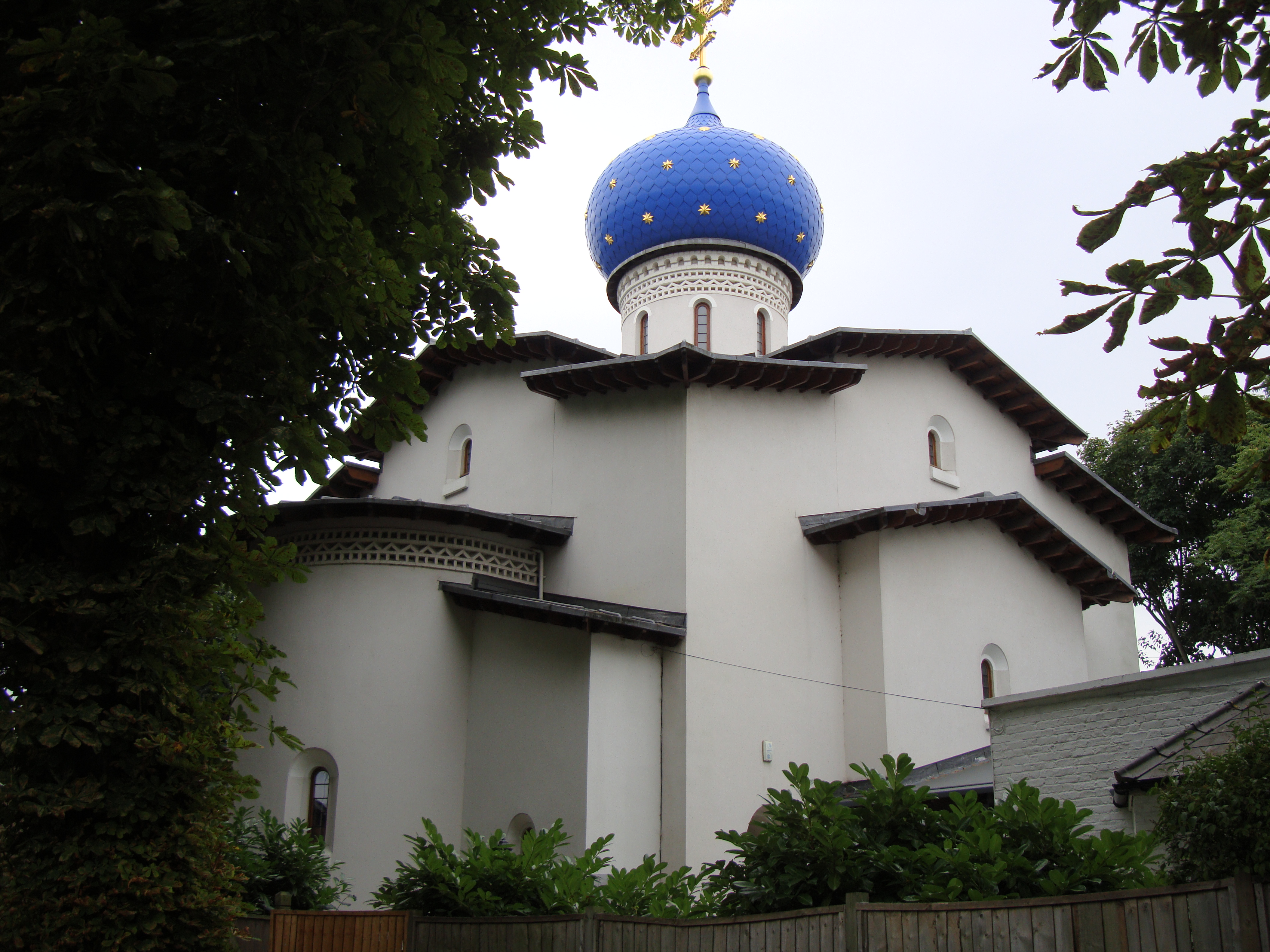
Собор Успения Пресвятой Богородицы и святых царственных мучеников, Хаунслоу, Лондон

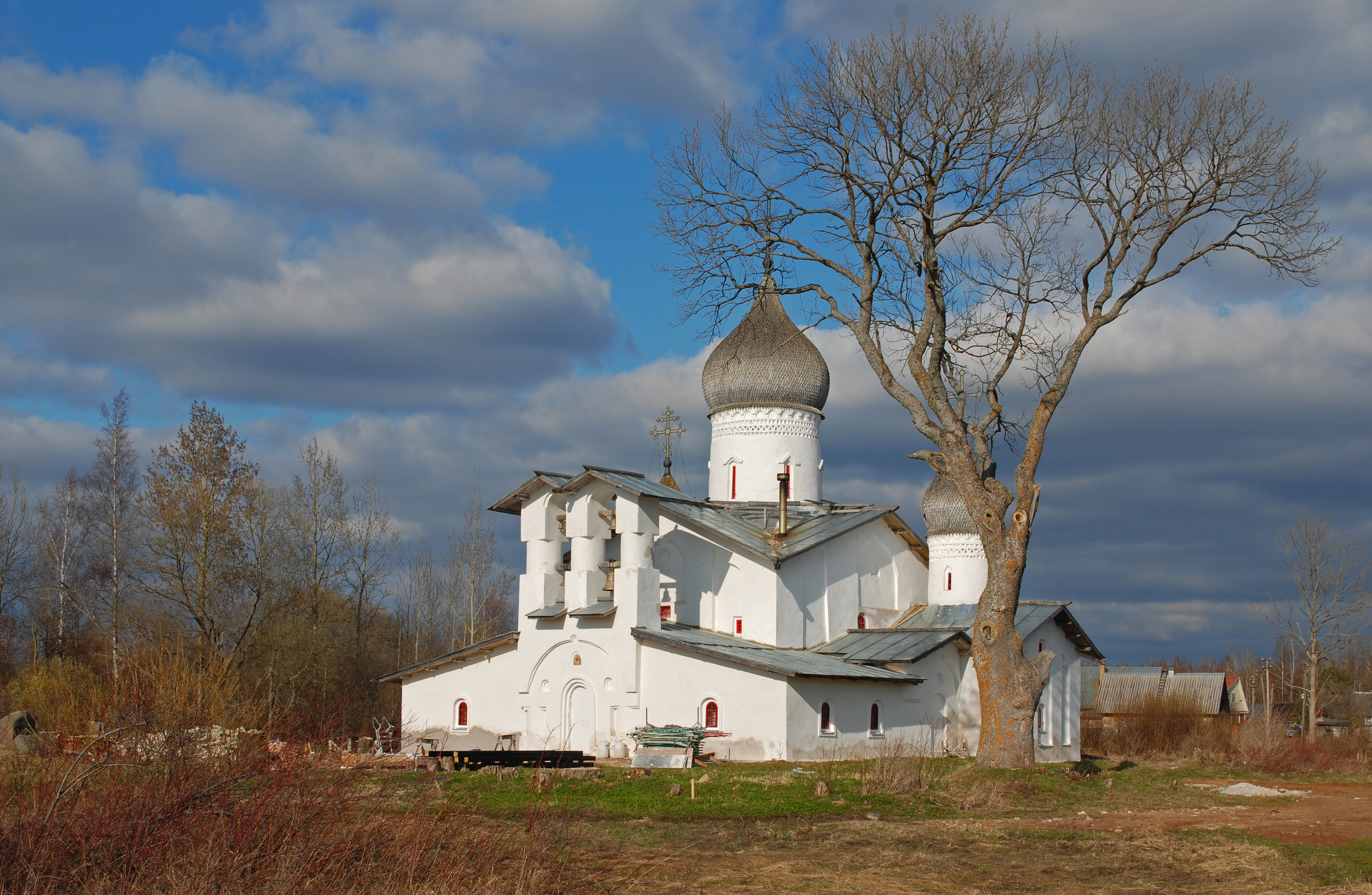
Троицкая церковь в Доможирке на берегу Чудского озера

Семёнов Михаил Иванович (15 марта 1929,
деревня Межник, Псковский район, Псковская область — 16 октября 1996, Псков) — псковский архитектор-реставратор, автор проектов и руководитель реставрации памятников средневековой архитектуры.
Родился в деревне Межник Псковского района. Учился в школе № 2 города Пскова. В 1941—1944 годах Псков был под немецкой оккупацией. Все годы оккупации Михаил провёл в Пскове. После войны Семёнов работает в архитектурно-планировочной мастерской «Облпроект», куда был принят в 1947 году, и работал под руководством архитекторов Г. Е. Гедике и Э. П. Штольцера. Позже Михаил Иванович получил специальность техника-строителя в Псковском техникуме гражданского строительства, служил в армии. После службы в армии вернулся в родной город. С 1956 года М. И. Семёнов приступил к работе в Псковской специальной научно-реставрационной производственной мастерской.
В конце пятидесятых годов реставрирует Успенскую церковь XV века в селе Мелётово (авторы М. И. Семёнов и Н. С. Рахманина). Почти восемнадцать лет посвятил реставрации крепости Псково-Печерского монастыря (авторы М. И. Семёнов и В. П. Смирнов) и монастырских храмов.
С 1971 года на протяжении 25 лет был главным архитектором мастерской. Автор проектов и непосредственный руководитель реставрации памятников: церкви Успения в селе Мелётово Псковского района, церкви Святой Троицы в селе Доможирка Гдовского района, колокольни церкви Покрова от Торга в Пскове. Осуществлял архитектурный надзор за восстановлением Псковского кремля, руководил реставрацией Власьевской башни и южной стены Довмонтова города. В числе лучших реставраторов России работал в Красноярском крае на строительстве музея «Сибирская ссылка В. И. Ленина» в селе Шушенское. Участвовал в разработке проекта храма Успения Богородицы в Лондоне.
Член Союза архитекторов СССР с 1972 года, Заслуженный работник культуры РСФСР. В 1995 году Указом президента РФ присуждена Государственная стипендия за выдающийся вклад в дело реставрации памятников. Занимался художественной фотографией, живописью, скульптурой из природного материала.
Сбит автомобилем на центральной площади Пскова в 1996 году. Похоронен на кладбище Орлецы.

## Видео
«Золотой век псковской реставрации. Кто восстановил послевоенный Псков?» // ГражданинЪ TV. 16 декабря 2022. 